# Rouxmesnil-Bouteilles
Rouxmesnil-Bouteilles è un comune francese di 2 142 abitanti situato nel dipartimento della Senna Marittima nella regione della Normandia.

## Società

### Evoluzione demografica
Abitanti censiti